# Златоустовська вежа (Новгородський дитинець)
Златоустовська вежа (рос. Златоустовская башня)— чотирикутна глуха башта Новгородського дитинця. Вежа має чотири яруси, споруджена в кінці XV ст. на фундаменті більш ранньої будівлі. Назва вежі походить від побудованої неподалік церкви Іоанна Златоуста, спорудженої ще в XIV столітті, що існувала до 1694 року. Вежа розташована в західній частині Кремля, на захід від будівлі Присутствених місць.

## Історія
В 1484—1490 рр.., під час капітальної перебудови Кремля, вежа була розібрана і збудована заново на старій основі. Вигляд пам'ятника майже не змінився, так як будівельники намагалися зберегти характерні форми. Замовники цієї споруди — великий князь Іван III і новгородський архієпископ Геннадій. Вежа була розділена стінами і дерев'яними перекриттями на 5-6 ярусів.
За легендами, в XVI столітті вежа була перетворена на тюрму й називалася в народі Тюремною, або Чортовою, але за документами XVII століття вежа значиться бойовою, за нею закріпилася назва Златоустовська, оскільки неподалік від неї стояла збудована в 1350-1375 рр церква Іоанна Златоуста в Околотку, яку в 1694 році розібрали.
Спочатку вежа мала всередині 5-6 ярусів і вузькі бійниці. Вежа перебудовувалася в XVI, XVII, XVIII і XIX століттях. В кінці XVIII століття до вежі прибудували пристройку з двома флігелями — весь комплекс був пристосований під в'язницю «для чоловічої статі». Заарештовані містилися у вежі. У південному флігелі розміщувалася вартова, у північному — тюремна лікарня. У 1832 році в'язниця в башті була закрита, а потім з XIX століття там розмістився архів Казенної палати. Значні перебудови Златоустовської вежі відбулися в 80-90-і рр.. XIX століття, коли її пристосовували під музей. В 1886 році в північному флігелі був відкритий музей, в південному — бібліотека. У 1889 році для розміщення музейних колекцій була пристосована і сама вежа. Вежа була розділена на три поверхи. У верхньому розташовувався конференц-зал, у другому — колекція зброї, в першому — приміщення для сторожа. Після перебудови у 1889-1892 рр. флігелів — Новгородський музей старожитностей.
Златоустовська — єдина з веж Дитинця, яка після революції 1917 року не була зайнята під житло або склад.
Під час Великої Вітчизняної війни башта отримала значні пошкодження. Після ремонту в 1946 року у вежі спочатку містилася друкарня газети «Новгородська правда». У 1970-ті під керівництвом А. В. Воробйова вежа була реставрована частково у формах XV століття, і там з 1975 року, розміщувався штаб почесної варти новгородських школярів, які щоденно несли почесну «Вахту пам'яті» біля розташованого в 50 м на північ від вежі, посту біля Вічного вогню. Саме тут знаходиться братська могила новгородців — учасників революції і громадянської війни, радянських воїнів, загиблих під час звільнення Новгорода від німецько-фашистських загарбників — меморіал «Вічний вогонь слави». У 1986 році пост припинив існування. В Златоустовській вежі і прибудові нині розміщуються служби Новгородського державного об'єднаного музею-заповідника.

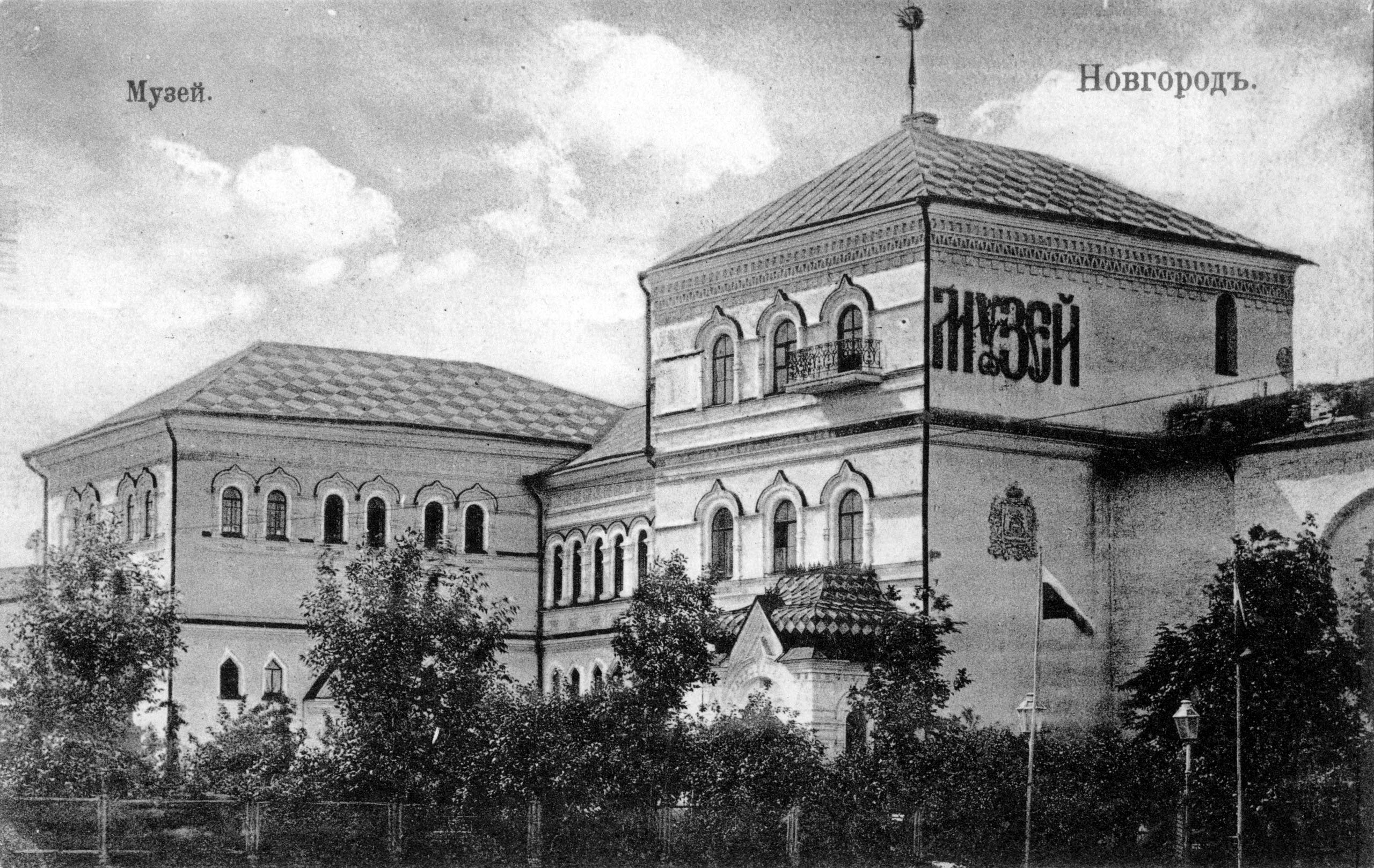
Новгородський музей старожитностей (1913 р.)

## Культурна спадщина
30 серпня 1960 року постановою Ради Міністрів РРФСР № 1327 «О дальнейшем улучшении дела охраны памятников в РСФСР» ансамбль Новгородського кремля прийнятий під охорону як пам'ятка державного значення.
У 1992 році Рішенням ювілейного засідання Комітету Всесвітньої спадщини ЮНЕСКО архітектурний ансамбль Новгородського кремля включений в Список Всесвітньої спадщини.